# Георги Билярски
Георги Иванов Билярски е инженер, кмет на Видин от 1 март 1969 до 1 март 1973 г.

## Биография
Инж. Билярски е роден в Белоградчик на 6 март 1935 г.
Когато навършва 70 години, написва автобиографична книга със своите спомени и разкрази, озаглавена „Преживяното - живот и работа във Видин (1960 - 1975)“